# クコ・マルティナ
ルー＝エンドリー・アウレリオ・ジャン＝カルロ・"クコ"・マルティナ（Rhu-endly Aurelio Jean-Carlo "Cuco" Martina、1989年9月25日 - ）は、キュラソーのサッカー選手。キュラソー代表。ポジションはDF（右サイドバック）。

## クラブ歴

### ユース
オランダのロッテルダムで生まれ、母と兄弟姉妹と共にロッテルダムで育った。父が誰であるかは知らず、代わりに兄を父のように慕っていたと往時について述べている。兄のハビエル・マルティナもサッカー選手で共にキュラソー代表である。なお、混同されることが多いがダーウィン・マルティナは兄弟ではない。
ユース時代はフェイエノールトで過ごした。

### プロ
エールステ・ディヴィジのRBCローゼンダールでデビューし、RKCヴァールヴァイクとFCトゥウェンテに所属した。
2015年7月7日、イングランド・プレミアリーグのサウサンプトンFCに2年契約で移籍した。シーズンの当初は出番が無かったものの、8月6日のUEFAヨーロッパリーグ2回戦のフィテッセ戦で初出場し、チームも2-0の勝利を収めた。3日後のニューカッスル・ユナイテッドFC戦ではセドリック・ソアレスに代わり途中出場しプレミアリーグデビュー。試合は2-2の引き分けに終わった。これによってキュラソーの選手としては初めてサウサンプトンFCで出場した選手となり、ウェスト・ブロムウィッチ・アルビオンFCに所属したシェルトン・マルティス以来2人目のプレミアリーグプレーヤーとなった。
2015年12月26日には、アーセナルFCからプレミアリーグ初得点を奪い、試合も4-0で勝利した。この得点はキュラソーの選手としては初めてのプレミアリーグでの得点となった。
2017年7月17日、エヴァートンFCと3年契約を結ぶことが発表された。
2018年8月17日、ストーク・シティFCにレンタル移籍。
2019年1月31日、フェイエノールトにレンタル移籍。
2021年11月、ゴー・アヘッド・イーグルスに加入。

## 代表歴
サッカーオランダ領アンティル代表が解散して以来初めての試合となった2011年8月9日にエスタディオ・パンアメリカーノで行われたドミニカ共和国代表との親善試合でケニー・クンストと交代するまで出場し、キュラソー代表初出場を果たし、チームは1-0で勝利した。その後、2014 FIFAワールドカップ・北中米カリブ海予選、2018 FIFAワールドカップ・北中米カリブ海予選にも代表として出場している。

## プレースタイル
元々は右サイドバックであるが、センターバックや守備的ミッドフィールダーとしてもプレーすることが出来る。

## 個人成績
2017年5月21日現在
| 国内大会個人成績 | 国内大会個人成績     | 国内大会個人成績 | 国内大会個人成績 | 国内大会個人成績 | 国内大会個人成績 | 国内大会個人成績 | 国内大会個人成績 | 国内大会個人成績 | 国内大会個人成績 | 国内大会個人成績 | 国内大会個人成績 |
| 年度             | クラブ               | 背番号           | リーグ           | リーグ戦         | リーグ戦         | リーグ杯         | リーグ杯         | オープン杯       | オープン杯       | 期間通算         | 期間通算         |
| 年度             | クラブ               | 背番号           | リーグ           | 出場             | 得点             | 出場             | 得点             | 出場             | 得点             | 出場             | 得点             |
| オランダ         | オランダ             | オランダ         | オランダ         | リーグ戦         | リーグ戦         | リーグ杯         | リーグ杯         | KNVBカップ       | KNVBカップ       | 期間通算         | 期間通算         |
| ---------------- | -------------------- | ---------------- | ---------------- | ---------------- | ---------------- | ---------------- | ---------------- | ---------------- | ---------------- | ---------------- | ---------------- |
| 2008-09          | ローゼンダール       |                  | エールステ       | 14               | 0                | -                | -                | 0                | 0                | 14               | 0                |
| 2009-10          | ローゼンダール       |                  | エールステ       | 23               | 1                | -                | -                | 1                | 0                | 24               | 1                |
| 2010-11          | ローゼンダール       |                  | エールステ       | 32               | 1                | -                | -                | 0                | 0                | 32               | 1                |
| 2011-12          | ヴァールヴァイク     |                  | エール           | 23               | 0                | -                | -                | 0                | 0                | 23               | 0                |
| 2012-13          | ヴァールヴァイク     |                  | エール           | 34               | 1                | -                | -                | 2                | 0                | 36               | 1                |
| 2013-14          | トゥウェンテ         |                  | エール           | 16               | 1                | -                | -                | 1                | 0                | 17               | 1                |
| 2014-15          | トゥウェンテ         |                  | エール           | 32               | 0                | -                | -                | 5                | 0                | 37               | 0                |
| 2014-15          | ヨング・トゥウェンテ |                  | エールステ       | 11               | 0                | -                | -                | 0                | 0                | 11               | 0                |
| イングランド     | イングランド         | イングランド     | イングランド     | リーグ戦         | リーグ戦         | FLカップ         | FLカップ         | FAカップ         | FAカップ         | 期間通算         | 期間通算         |
| 2015-16          | サウサンプトン       | 15               | プレミア         | 15               | 1                | 0                | 0                | 1                | 0                | 16               | 1                |
| 2016-17          | サウサンプトン       | 15               | プレミア         | 9                | 0                | 2                | 0                | 2                | 0                | 13               | 0                |
| 通算             | オランダ             | オランダ         | エール           | 105              | 2                | -                | -                | 8                | 0                | 113              | 2                |
| 通算             | オランダ             | オランダ         | エールステ       | 80               | 2                | -                | -                | 1                | 0                | 81               | 2                |
| 通算             | イングランド         | イングランド     | プレミア         | 24               | 1                | 2                | 0                | 3                | 0                | 29               | 1                |
| 総通算           | 総通算               | 総通算           | 総通算           | 207              | 5                | 2                | 0                | 12               | 0                | 221              | 5                |